# Pimpinella crassa
Pimpinella crassa är en flockblommig växtart som beskrevs av Takenoshin Nakai. Pimpinella crassa ingår i släktet bockrötter, och familjen flockblommiga växter. Inga underarter finns listade i Catalogue of Life.